# Комунистичка партија Чехословачке
Комунистичка партија Чехословачке (КПЧ; чеш. Komunistická strana Československa (KSČ), слч. Komunistická strana Československa (KSČ)) је била марксистичко-лењинистичка партија, која је деловала од 1921. до 1992. године. У Чехословачкој је била на власти од 1948. до 1989. године. Нова владајућа елита у Чешкој, 1993. године, законски је означила КПЧ као „криминалну организацију“.

## Историјат

### 1921.–1945.
Комунистичка партија Чехословачке је основана 14.-16. маја 1921. године у Прагу на конгресу Чехословачке социјадемократске партије (левице). Званично гласило партије било је „Руде право“. Партија је деловала легално, али никад није ушла у владу. На парламентарним изборима 1925, КШЧ је освојила 934.223 гласова (13,2%, друга по јачини) и 41 мандат.
Клемент Готвалд постао је дугогодишњи секретар партије 1929. године. На парламентарним изборима исте године, КПЧ је освојила 753.220 гласова (10,2%, четврто место) и 30 мандата. На изборима 1935, освојила је 849.495 гласова (10,32%, четврто место). Забрањена је у октобру 1938. године, након што су Минхенским споразумом Немачкој препуштени Судети. Након тога је прешла у илегалу.
КП Чехословачке била је секција Комунистичке интернационале. До 1928. године, партија је имала око 138.000 чланова.
Током окупације Чехословачке и Другог светског рата, већина чланова КПЧ склонила се у Совјетски Савез. Они који су остали у окупираној земљи, организовали су један од неколико постојећих антифашистичких покрета отпора. Током рата, у антифашистичкој борби је погинуло 30.000 комуниста.

### 1945.–1992.
Након завршетка рата, КПЧ је била део коалиционе владе, Националног фронта, која је постојала од 1945. до 1948. године. Тада су комунисти организовали државни удар и преузели власт. Најјача партија унутар Фронта била је КП Чехословачке.
Сукоб око примене совјетског модела у држави између председника Клемента Готвалда и секретара партије Рудолфа Сланског 1951. године, поклопио се с хајком на Титоисте у Источном блоку. Због тога су Слански и група других комуниста у Прагу били осуђени као Титоисти и 1952. смакнути.
Године 1968, унутар КП Чехословачке превладало је реформистичко крило на челу с Александром Дубчеком. Дубчек је покренуо програм либерализације, познат под називом Прашко пролеће, али је интервенција земаља Варшавског пакта, 21. августа 1968, прекинула даље реформе.
Након интервенције, Дубчека је у априлу 1969. на месту првог секретара КПЧ заменио Густав Хусак. У раздобљу тзв. „нормализације“ после Прашког пролећа, унутар КПЧ постојале су двије главне струје. Први су били традиционалисти или прагматичари, чији је представник био Хусак. Остали истакнути припадници ове линије били су Лубомир Штроугал, Петер Цолотка, Јозеф Ленарт и Јозеф Кемпни. Они су имали симпатије према Дубчековим реформама, а након 1968. успешно су вратили прилике у Чехословачкој на стање пре Прашког пролећа. С временом су у мањим мерама потицали либерализацију земље. Насупрот њих стајали су тзв. тврдолинијаши, чији је вођа био Васил Билак, истакнути словачки комуниста. Они су се противили било каквим економским и политичким реформама.
Партија је наставила да постоји и након Плишане револуције 1989. године, само је променила име у Комунистичка партија Чешке и Словачке. Престала је да постоји након разлаза Чешке и Словачке, 31. децембра 1992. године. Наследнице КП Чехословачке постале су Комунистичка партија Чешке и Моравске и Комунистичка партија Словачке.

### Нова партија након 1995.
Године 1995, неколико истакнутих бивших чланова КП Чехословачке основали су нову Партију чехословачких комуниста, којој је име касније промењено у Комунистичка партија Чехословачке. Ова партија се залаже за обнову Чехословачке и успоставу социјализма. Вођа партије је Мирослав Штепан.

## Организација
Комунистичка партија Чехословачке била је заснована на лењинистичком концепту демократског централизма. Радило се о томе да се о сваком питању може слободно дискутовати, али када је одлука једном донесена о њој више нема расправе и она се прихваћа и спороводи.
Врховни орган КПЧ био је Партијски конгрес, који се одржавао сваких пет година у трајању од недељу дана. Једини изузетак је био Четрнаести конгрес, којег је сазвао Александер Дубчек августа 1968. године у поводу интервенције Варшавског пакта. Конгрес је након прашког пролећа проглашен илегалним, а званични Четрнаести конгрес одржан је у мају 1971. године. Последњи је био ванредни Осамнаести конгрес, одржан у децембру 1989. године.
Између сваког конгреса, Централни комитет КП Чехословачке био је орган задужен за спровођење одлука сваког конгреса. Централни комитет се годишње састајао најмање два пута. Године 1976, ЦК је имао 115 чланова и 45 кандидата, а 1986. 135 чланова и 62 кандидата. ЦК је спороводио одлуке Президијума ЦК КПЧ. Године 1986, било је 11 чланова и 6 кандидата за Президијум.

## Конгреси КПЧ
| конгрес                         | датум одржавања          |
| ------------------------------- | ------------------------ |
| Оснивачки конгрес КПЧ           | 14. — 16. мај 1921.      |
| Први конгрес КПЧ                | 2. — 5. фебруар 1923.    |
| Други конгрес КПЧ               | 1924.                    |
| Трећи конгрес КПЧ               | 1925.                    |
| Четврти конгрес КПЧ             | 1927.                    |
| Пети конгрес КПЧ                | 1929.                    |
| Шести конгрес КПЧ               | 1931.                    |
| Седми конгрес КПЧ               | 1936.                    |
| Осми конгрес КПЧ                | 28. — 31. март 1946.     |
| Девети конгрес КПЧ              | 25. — 29. мај 1949.      |
| Десети конгрес КПЧ              | 11. — 15. јун 1954.      |
| Једанаести конгрес КПЧ          | 18. — 21. јун 1958.      |
| Дванаести конгрес КПЧ           | 4. — 8. децембар 1962.   |
| Тринаести конгрес КПЧ           | 31. мај — 4. јун 1966.   |
| Четрнаести ванредни конгрес КПЧ | 22. август 1968.         |
| Четрнаести конгрес КПЧ          | 25. — 29. мај 1971.      |
| Петнаести конгрес КПЧ           | 12. — 16. април 1976.    |
| Шеснаести конгрес КПЧ           | 6. — 10. април 1981.     |
| Седамнаести конгрес КПЧ         | 24. — 28. март 1986.     |
| Осамнаести ванредни конгрес КПЧ | 20. — 21. децембар 1989. |

## Лидери партије
Функција лидера партије звала се генерални секретар (1921-1945), председник (1945-1953), први секретар (1953-1971) и поново генерални секретар (1971-1989).
- разне личности (1921 — 1925)
- Богумил Јилжек (1925 — 1929)
- Клемент Готвалд (1929 — 1953)
- Антоњин Новотни (1953 — 1968)
- Александер Дубчек (1968 — 1969)
- Густав Хусак (1969 — 1987)
- Милош Јакеш (1987 — 24. новембар 1989)
- Карел Урбанжек (25. новембар 1989 — 20. децембар 1989)
- Ладислав Адамец (1989 — 1990) председник, Васил Мохорита (1989 — 1990) први секретар